# Numerical Functional Analysis and Optimization
Numerical Functional Analysis and Optimization is een internationaal, aan collegiale toetsing onderworpen wetenschappelijk tijdschrift op het gebied van de toegepaste wiskunde.
De naam wordt in literatuurverwijzingen meestal afgekort tot Numer. Funct. Anal. Optim.
Het tijdschrift is opgericht in 1979. Het wordt uitgegeven door Taylor & Francis en verschijnt maandelijks.